# Sid Meier’s SimGolf
SimGolf ist ein Computerspiel aus dem Genre der Wirtschaftssimulationen. Es wurde gemeinsam von den Entwicklerstudios Firaxis unter Sid Meier sowie Maxis entwickelt und von EA Games veröffentlicht.
Der Titel sollte nicht mit dem gleichnamigen Spiel SimGolf des Entwicklers Maxis aus dem Jahr 1996 verwechselt werden, welches im Intro und den Credits als Inspiration für diesen Titel genannt wird.

## Spielprinzip
Ziel des Spiels ist es einen Golfplatz aufzubauen und zu verwalten sowie mit einem Golfspieler an Herausforderungen und Turnieren teilzunehmen. Neben einem Sandkasten-Modus, in welchem der Spieler ohne vorgegebene Ziele seinen Golfkurs und seine Spielfigur entwickeln kann, gibt es auch einen Kampagnenmodus.
Der Golfkurse kann an 16 Standorten in verschiedenen Klimazonen rund um die Welt errichtet werden. Bei seiner Gestaltung muss der Spieler ein Gleichgewicht zwischen Annehmlichkeiten, Infrastruktur und herausfordernden Bahnen finden. Dazu kann die Landschaft umgestaltet werden, um beispielsweise Baumreihen als Hindernisse zu nutzen. Des Weiteren muss Personal eingestellt, eingeteilt und beaufsichtigt werden. Durch die Ausrichtung prestigeträchtiger Turniere gewinnt der Golfclub an Ansehen und wirbt neue Mitglieder. Besucher und Mitglieder geben über Sprechblasen Rückmeldung zur Qualität der Anlage sowie zu ihren Wünschen und Bedürfnissen.
Erfolge beim Aufbau des Golfplatzes wirken sich positiv auf die Fertigkeiten der Spielerfigur aus, wodurch diese bessere Chancen hat große Turniere zu gewinnen, was wiederum dem Ansehen des Clubs hilft.

## Rezeption
Das Spiel erhielt bei Veröffentlichung im Allgemeinen gute Kritiken.